# Flygtningefundet i Østrig 2015
Flygtningefundet i Østrig 2015 drejer sig om et fund af en efterladt lastbil, der blev fundet om morgenen torsdag den 27. august 2015 parkeret i vejsiden på Ost Autobahn A4 (Europavej E60) øst for Wien ved Parndorf. Lastbilen viste sig at indeholde ligene af 71 personer, der var døde af iltmangel, heraf var 59 mænd, 8 kvinder og 4 børn.
Flere af ofrene er konstateret at være flygtninge fra Syrien.

## Lastbilen
Kølelastbilen bar reklamer for det slovakiske fjerkræ-firma Hyza, der benægter al kendskab til tragedien.
Efterforskning viste, at lastbilen var blevet set på et overvågningskamera onsdag den 26. august om morgenen ved den central-ungarske by Kecskemét og ankom til Parndorf torsdag efter kl. 5-6 om morgenen.
Dagen efter fundet bekendtgjorde politiet, at man i Ungarn havde anholdt ejeren af lastbilen og 2 formodede chauffører, de har helt eller delvist bulgarsk baggrund.

## Andre ulykker på samme tid
Ulykken kom ovenpå to andre ulykker; den 24. august kom 37 flygtninge til skade i en ulykke uden for landsbyen Nickelsdorf i Østrig. Der var i mellem 70 og 90 flygtninge i de to lastbiler som var involveret. Den 21. august væltede en lastbil nær den østrigske landsby Amstetten, i den var 30 personer på et tidspunkt, 24 blev såret (3 alvorligt).